# گردنه کاتا بلیسینیک
گردنه کاتا بلیسینیک (به لاتین: Katta Belisynyk Pass) یک گردنه در قرقیزستان است که در استان بادکند واقع شده‌است. گردنه کاتا بلیسینیک ۱٬۳۲۴ متر بالاتر از سطح دریا واقع شده‌است.